# Jackie Earle Haley
Jackie Earle Haley (ur. 14 lipca 1961 w Northridge) – amerykański aktor filmowy i telewizyjny. Jego ojciec, Haven Earle „Bud” Haley, był radiowcem i aktorem.
Był nominowany do Oscara w kategorii najlepszy aktor drugoplanowy za rolę w filmie Małe dzieci (Little Children).

## Filmografia
- Dzień szarańczy (The Day of the Locust, 1975) jako Adore
- Straszne misie (The Bad News Bears, 1976) jako Kelly Leak
- Aleja potępionych (Damnation Alley, 1977) jako Billy
- The Bad News Bears Go to Japan (1978) jako Kelly Leak
- Uciekać (Breaking Away, 1979) jako Moocher
- Breaking Away (1980–1981) jako Moocher
- Tracąc to (Losin' It, 1983) jako Dave
- Dollman (1991) jako Braxton Red
- Nemesis (1992) jako Einstein
- Diabelski prorok (Prophet of Evil: The Ervil LeBaron Story, 1993)
- Maniakalny glina 3 (Maniac Cop 3: Badge of Silence, 1993) jako Frank Jessup
- Wszyscy ludzie króla (All the King’s Men, 2006) jako Goryl
- Małe dzieci (Little Children, 2006) jako Ronnie J. McGorvey
- Semi-Pro (2008) jako Dukes
- Watchmen: Strażnicy (Watchmen, 2009) jako Walter Kovacs / Rorschach
- Koszmar z ulicy Wiązów (A Nightmare on Elm Street, 2010) jako Freddy Krueger
- Wyspa tajemnic (Shutter Island, 2010) jako George Noyce
- RoboCop (RoboCop, 2014) jako Rick Mattox
- Narodziny narodu (The Birth of a Nation, 2016) jako Raymond Cobb
- Londyn w ogniu (London Has Fallen, 2016) jako zastępca szefa sztabu Mason
- Narcos: Meksyk (Narcos: Mexico, 2018) jako Jim Ferguson